# セラヤ県

セラヤ県の位置

セラヤ県（Departamento de Zelaya）は、かつてニカラグア東部にあった県である。県都はブルーフィールズ（Bluefields）であった。
1986年に以下の2つの自治地域に分割されて消滅した。
- 北アトランティコ自治地域（Región Autónoma del Atlántico Norte）
- 南アトランティコ自治地域（Región Autónoma del Atlántico Sur）